# Nanosys
Nanosys（ナノシス）は、ナノテクノロジー関連のベンチャー企業。
所在地はアメリカ合衆国カリフォルニア州パロアルト市。設立：2001年6月、CEO：Larry Bock。

## 概要
量子ドット、ナノワイヤーを基盤とする高性能なソーラーパネルや、折り曲げ可能なスクリーン、コンピュータ向けの高密度メモリなどへの応用が期待される物質の設計に特化した企業。企業規模としてはまだ小さいながら技術顧問に錚々たる研究者を擁し、ナノテクノロジー関連ベンチャー企業の巨人として認識されている。現在、デュポン、インテル、シャープ、パナソニックといった企業と技術提携を結んでいる。

## 技術顧問（Scientific Advisory Board）
- ポール・アリヴィサトス（A. Paul Alivisatos、カリフォルニア大学バークレー校）- 量子ドットを専門とする。化学分野の論文被引用回数世界7位（2006年8月現在）。
- ウリ・ベィニン（Uri Banin、ヘブライ大学）- 量子ドットおよびそのハイブリッドナノ材料を専門とする。
- ルイス・ブラゥス（Louis Brus、コロンビア大学）- 量子ドットを含むナノ材料の電子・光学物性の物理化学を専門とする。ベル研究所時代はアリビサトスのボス。
- フィリップ・ギュヨット＝シオネスト（Philippe Guyot-Sionnest、シカゴ大学）- 量子ドットやナノ材料全般に関連する固体物理学を専門とする。
- ジェームズ・ヒース（James Heath、カリフォルニア工科大学）- 分子エレクトロニクスやナノ材料の生物学への応用を専門とする。Ph.D.学生時代にフラーレンを発見した。
- チャールズ・リーバー（Charles M. Lieber、ハーバード大学）- 半導体ナノワイヤーエレクトロニクスの世界的権威。ペイドン・ヤンのPh.D.アドバイザー。
- ポール・マキューン（Paul McEuen、コーネル大学）- ナノ材料全般の物理学を専門とする。世界を震撼させたベル研究所の論文捏造事件を暴いた。
- ホンクン・パク（Hongkun Park、ハーバード大学）- ナノワイヤーエレクトロニクスとその生物学への応用を専門とする
- ペイドン・ヤン（Peidong Yang、カリフォルニア大学バークレー校）- ナノワイヤーフォトニクス・エレクトロニクスや金属ナノ結晶を専門とする。材料科学分野の論文被引用回数世界5位（2006年8月現在）

と現在のナノサイエンス・ナノテクノロジー分野において世界をリードしている研究者が多数参加している。